# Лист, Адам
А́дам Лист (нем. Adam List, венг. Liszt Ádám; 16 декабря 1776 — 28 августа 1827) — венгерский самодеятельный музыкант. В молодые годы — хозяйственный сотрудник в имениях князя Миклоша Эстерхази, а в свободное время — музыкант в его оркестрах. После рождения в 1811 году сына Франца (по венгерски — Ференца) Адам первым заметил у него наличие музыкальных способностей и стал первым его учителем музыки. В дальнейшем добился для сына возможности учиться у крупных музыкальных педагогов своего времени: Карла Черни, Антонио Сальери, Фердинандо Паэра и Антонина Рейхи. Организатор первых лет успеха Франца Листа и его выступлений в европейских столицах: Вене, Париже и Лондоне, а также многих провинциальных городах.

## Биография

### Детство и юность
Адам Лист родился 16 декабря 1776 в деревне Немешвёльдьи (ныне Эдельсталь, Австрия) под Пресбургом (ныне Братислава, Словакия). Он был вторым сыном Георга Адама Листа и первой из его трёх жён Барбары Слезаковой (Шлезак). Вероятно, именно отец Адама «венгризировал» написание своей фамилии List (которая могла быть как немецкого, так и славянского происхождения) в Liszt, поскольку при оригинальном написании она читалась местным венгерским население как «Лишт». Семья Адама считалась венгерской, хоть и не говорила по-венгерски.
До 13-летнего возраста Адам посещал среднюю школу в деревушке Киттзе, где учительствовал его отец. Георг Лист также дал юному сыну первые уроки музыки. В 1790 году Адам покинул дом и записался в Королевскую католическую гимназию в Пресбурге, где проучился в течение пяти лет. В эти же годы получил музыкальное образование у Франца Риглера. После окончания гимназии в 1795 году Адам поступил в монастырь Францисканского ордена в Малацки, а затем в другой в Тирнау. В силу своей «непостоянной и изменчивой натуры», 27 июля 1797 года оставил монастырь, вернулся в родные края и записался в Пресбургский университет, где изучал философию в течение первого семестра 1797—98 учебного года. Во время недолгого университетского обучения работал также виолончелистом в оркестре и басом в хоре.

### У князя Эстерхази

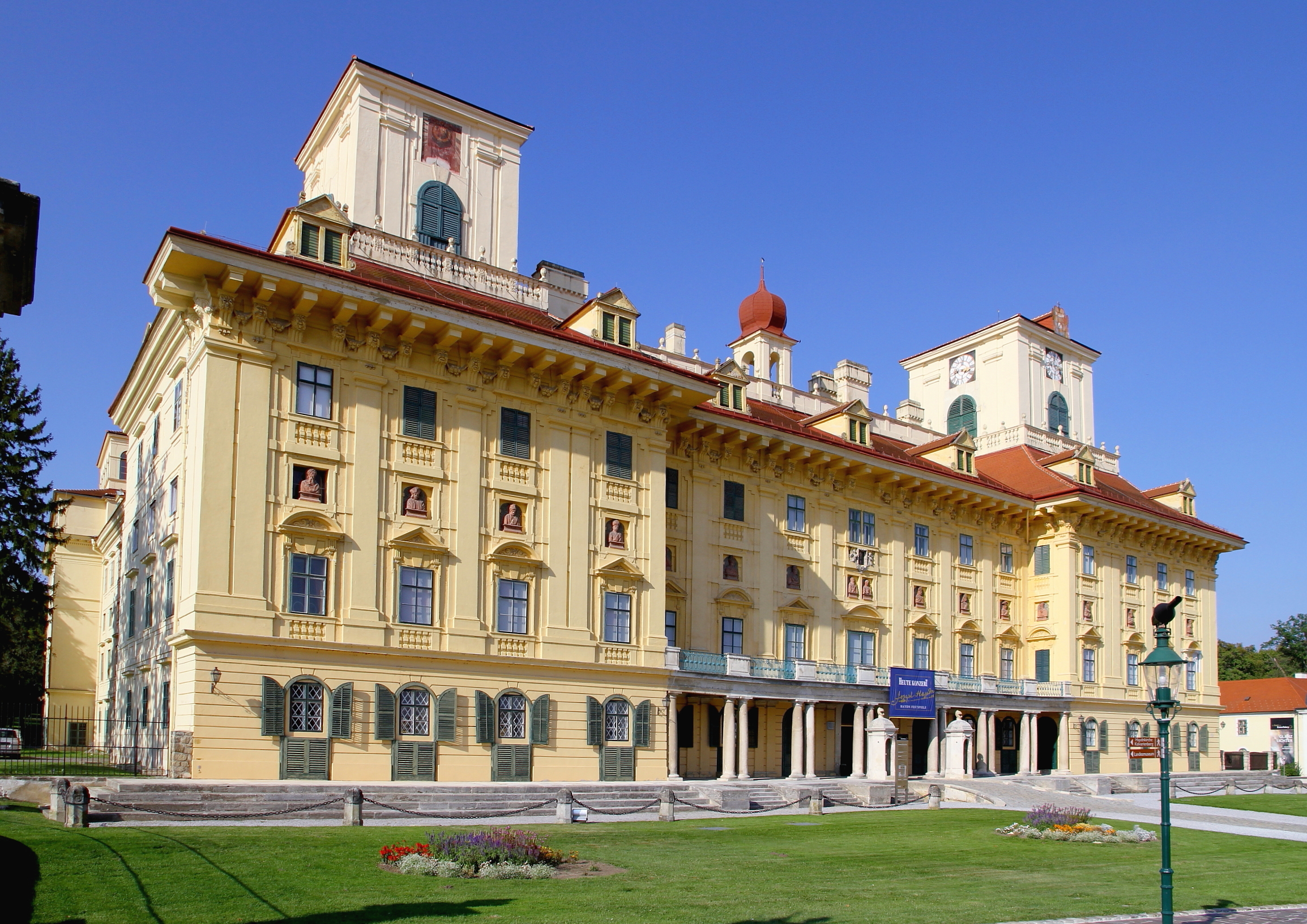
Замок князей Эстерхази в Айзенштадте

Из-за финансовых трудностей был вынужден оставить обучение и с 1 января 1798 года начал служить у князя Миклоша Эстерхази в поместье Форхтенау. Этот год выдался очень сложным для Адама: сперва умерла его мать, вскоре после этого отец разругался со школьным начальством и потерял место учителя. Молодому человеку пришлось взять на себя заботы по финансовой поддержке своих 11 братьев и сестёр. Благодаря хорошему отношению к Адаму со стороны князя Эстерхази ему удалось получить для отца место на княжеской овчарне в Марце.
После двух лет, проведённых в Форхтенау, Адам был переведён на новую должность в Капувар, однако пробыв там всего пару месяцев, был вынужден просить о своём переводе из-за незнания венгерского.
Он обратился с ходатайством о направлении на службу в Айзенштадт, где располагалась в тот период главная резиденция князей Эстерхази. К своему прошению Адам приложил посвящённый князю Te Deum для хора и 16 инструментов собственного сочинения и письмо о том, что он обучался музыке в Королевской гимназии и в университете Пресбурга и играл на виолончели, фортепьяно и флейте.
Лишь в 1805 году, после многочисленных повторных ходатайств просьба была удовлетворена, и Адам Лист был переведён в Айзенштадт на невысокую хозяйственную должность — зато там он смог посвящать своё свободное время музыке. Он играл в оркестрах под руководством Гуммеля и Керубини (по некоторым источникам — также Гайдна), а 13 сентября 1807 года был в составе оркестра, исполнившего мессу до-мажор под руководством самого Бетховена. Внезапно в 1809 году Лист был переведён на должность интенданта при овчарне в селе Райдинг. Это был шаг вверх по карьерной лестнице, но Адам сильно переживал прекращение своих занятий музыкой и впал в глубокую депрессию.
Поскольку Адам Лист стал со временем одним из доверенных сотрудников князя Миклоша Эстерхази, тот поручил ему одно из своих крупнейших сельскохозяйственных предприятий. Под управлением Адама были стада овец, насчитывавшие более 50 000 голов, а также управление сотрудниками князя и бухгалтерия. Через много лет в своём письме Франц Лист писал, что его отец «осуществлял надзор за 30 000 овец князя Эстерхази».

### Женитьба и рождение сына

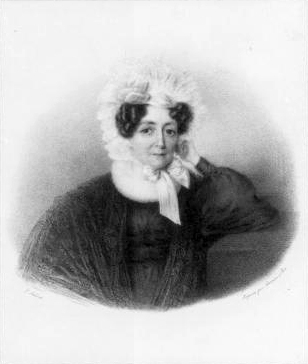
Мария Анна Лагер — жена Адама (Художник Ф. Ю. Людвиг, между 1826 и 1837)

Летом 1810 года отправился в Маттерсдорф, где управляющим овчарней князя Эстерхази служил его отец. Того обвинили в растрате и, вероятно, Адам, бывший хорошим бухгалтером, надеялся помочь. Неизвестно, удалось ли ему как-то помочь отцу, но во время этой поездки Адам Лист познакомился с 22-летней девушкой по имени Мария Анна Лагер — своей будущей женой и матерью их единственного ребёнка, знаменитого композитора Франца Листа.
Анна происходила из немецкоязычной семьи из деревни Кремс в Нижней Австрии. Она была девятым ребёнком своего отца-булочника и его второй жены. Когда девочке было всего шесть лет, умер её отец, а через полгода — мать. Анне пришлось перебраться в Вену, где она в течение нескольких лет работала горничной у различных хозяев. Она оставалась в городе в течение его осады и оккупации войсками Наполеона, но после её окончания перебралась к брату в Маттерсдорф.

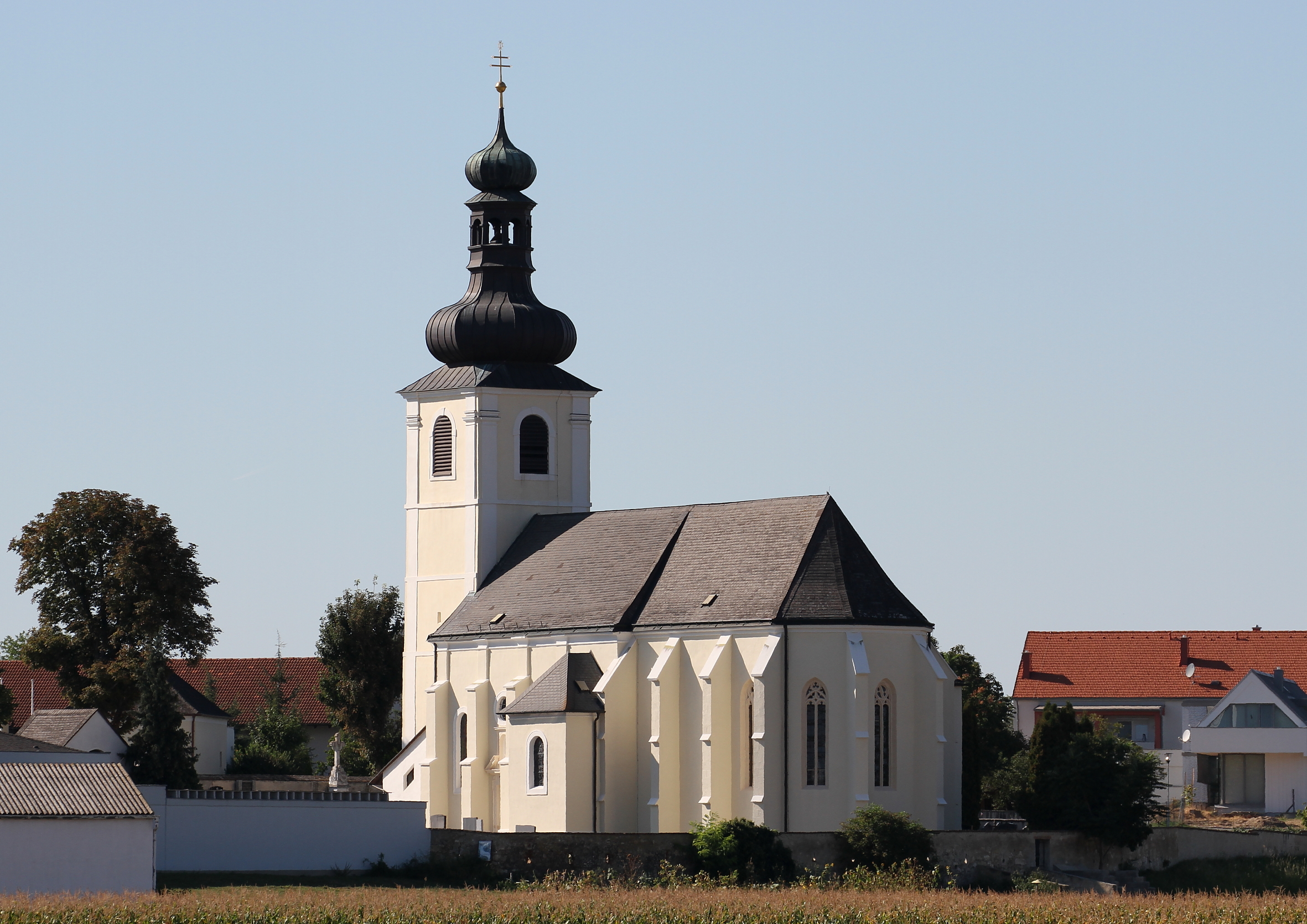
Церковь в Унтерфрауэнхайде, где состоялись венчание Адама и Анны и крещение Франца

11 января 1811 года состоялась свадьба Адама и Анны. Венчание произошло в католической церкви в Унтерфрауэнхайде — деревушке в паре километров от Райдинга, в котором жил Адам Лист. Через несколько недель после свадьбы Анна забеременела. Существует легенда, якобы цыгане из располагавшегося под Райдингом в тот год табора нагадали ей, что она родит «великого человека». 22 октября 1811 года Анна благополучно родила здорового, хоть и слабого мальчика. На следующий день он был крещён под латинским именем Franciscus в той же церкви в Унтерфрауэнхайде, где в начале года состоялось венчание его родителей. Имя было выбрано в честь святого Франциска Ассизского, в монастырях ордена которого Адам провёл свои юные годы, и в честь крёстного отца младенца, имя которого было записано в крестильной книге на латинско-венгерский манер как Zambothy Franciscus.
Здесь следует заметить, что в своём письме к князю Эстерхази от июля 1812 года отец Адама Георг упоминает «четырёх детей сына». На тот момент Адам и Анна были женаты в течение лишь 18 месяцев и известно, что они имели всего одного сына — будущего композитора Франца. Если остальные трое детей действительно существовали (о них не обнаружено иной информации, кроме упоминания в письме), возможно, Анна была второй женой Адама, информация о личной жизни которого между 1800 и 1810 годами крайне скупа.
Первые пять лет после рождения сына были очень непростыми для Адама и Анны. Для начала, в июле 1812 года в их небольшой домик вселился в очередной раз потерявший работу отец Адама Георг со всем семейством и оставался у них на протяжении почти года. Сам Адам имел проблемы на службе, поскольку его обвинили в излишнем использовании хозяйских дров. Рыскавшие по окрестностям наполеоновские солдаты вломились в усадьбу, повредив ограду и деревья. Из-за царившей в доме сырости пришёл в негодность клавир Адама, пришлось покупать новый, что обошлось в 550 форинтов (согласно другим источникам — 400).

### В Райдинге

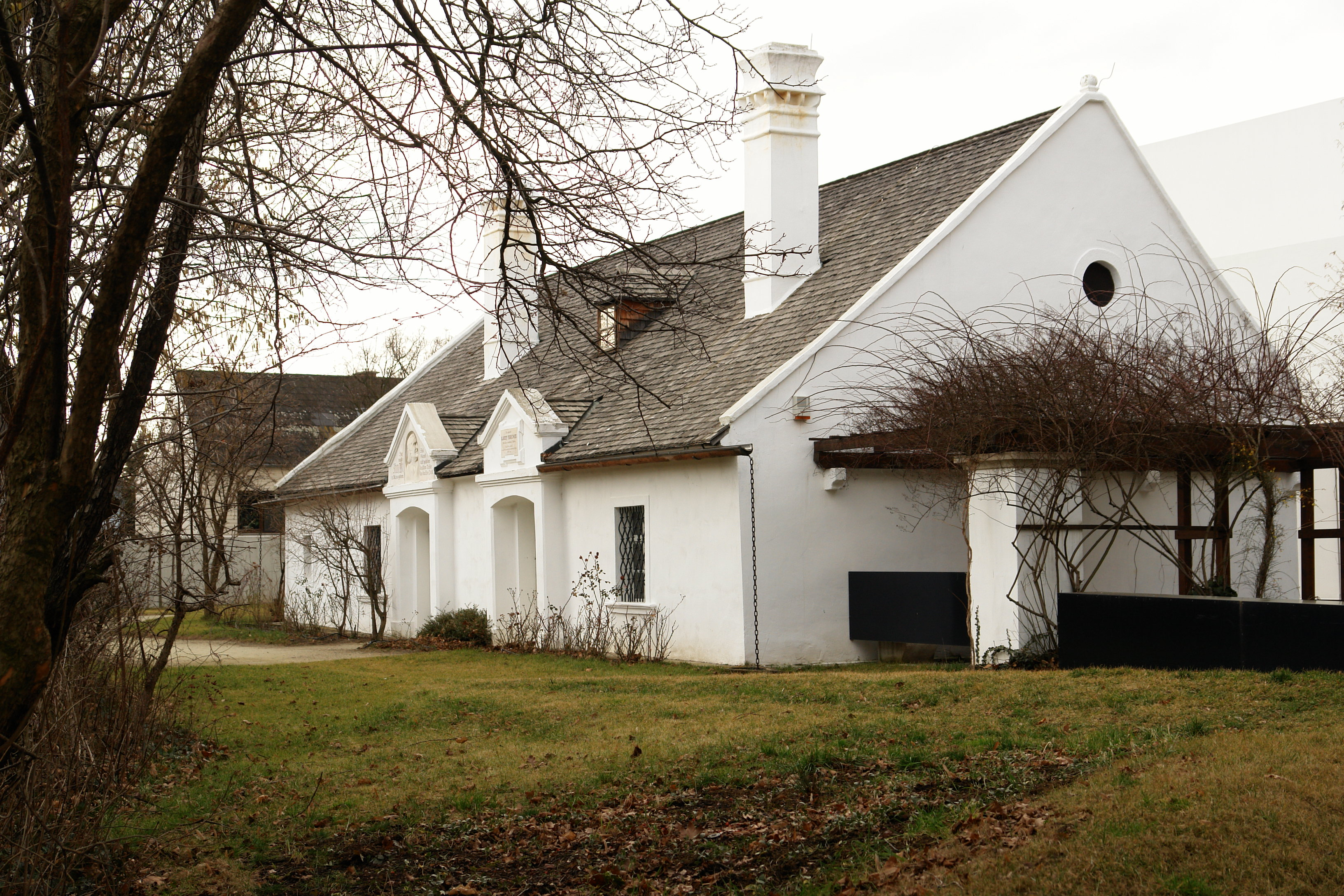
Дом Листов в Райдинге

Дом в Райдинге был совсем небольшим, к тому же он принадлежал не Листам, а арендовался у князя Эстерхази. Однако Адам Лист часто устраивал там камерные концерты, в которых иногда принимали участие музыканты князя, приезжавшие из расположенного в полусотне километров Айзенштадта. Среди них был и капельмейстер Йоханн Фукс, сменивший Гуммеля, так что любительские концерты принимали порой весьма профессиональное звучание.

Адам также вёл дневник, ставший основным источником информации о юных годах Листа-младшего. В дневнике встречается такая запись: 
[Когда Францу было два или три года] он услышал, как я исполняю на клавире концерт соль-диез-минор Риса. Франц, склонившись над клавиром, был полностью поглощён музыкой. Вечером, возвращаясь с короткой прогулки в саду, он пропел тему из концерта. Мы попросили его пропеть снова. Он не знал, что он поёт. Так мы впервые обнаружили его гениальность.
Нам мало известно о первых уроках, которые давал своему маленькому сыну Адам. Вероятно, музыкальные занятия начались, когда Францу было пять или шесть лет. Адам научил его основам игры на клавире, нотной грамоте и умению играть «с листа», а главное — импровизировать.

Через пару лет после начала занятий Адам понял, что его дилетантских знаний недостаточно, чтобы дать сыну серьёзное музыкальное образование, которое тому было необходимо. Он понимал, что лишь обучение у лучших музыкантов своего времени может развить талант Франца, но получить такое образование в Райдинге было невозможно. Необходимо было переезжать в Вену, которая в то время была одним из музыкальных центров Европы: здесь жили и работали такие знаменитости, как, например, Бетховен и Шуберт. Однако на переезд, а главное — на плату за обучение сына необходимы были существенные средства, которые Адам оценил в 1500 форинтов, то есть его зарплату за 7 лет. И тогда он обратился за помощью к своему работодателю князю Миклошу Эстерхази. В письме Адама от июля 1817 года говорилось: 
Ваша светлость,
вы соизволили обратить особое внимание на музыкальные таланты моего семи-с-половиной-летнего сына и милостиво соизволили предложить мне обратиться с письменным прошением к вашей августейшей милости вместе с планом, который наилучшим образом привёл бы к достижению поставленной цели. Смею смиренно обратиться к вам со своим прошением.
Адам просил князя перевести его на работу в Вену и одолжить ему сумму, необходимую на обучение сына. Прошение было отклонено Эстерхази с мотивировкой, что в Вене у того не было вакансий. Тогда отец будущего композитора предложил князю самому послушать игру Франца и убедиться в чрезвычайном таланте последнего. Прослушивание состоялось 21 сентября 1819 года во время одной из охот князя, однако и после этого тот не согласился изменить своё мнение. Адам ещё несколько раз обращался к своему работодателю с аналогичными просьбами — в частности 13 апреля 1820 года, присовокупив информацию о болезни сына, однако князь оставался непреклонен.

### Первые концерты
После Венского конгресса 1815 года, поставившего точку под революционными и наполеоновскими войнами, Европа вступила в период реакции, продолжавшийся примерно до 1830 года. Во многих странах, в частности в Австрии и Пруссии, общественная и политическая жизнь подверглась значительным ограничениям, поэтому многие находили отдушину в музыке. Состоятельные люди держали домашних музыкантов, некоторые — даже целые оркестры. Также появилось множество невиданных прежде исполнителей — женщин и детей. Среди них встречались совсем юные, такие, как сын некоего кавалеристского офицера по фамилии Браун, начавший выступать в Вене в 1815 году в возрасте четырёх лет. Исполнительское мастерство большинства из этих детей было далеко от совершенства, но мода какое-то время продолжалась.

Адам тоже стал устраивать выступления своего сына. Как и другие, он хотел заработать денег на таланте Франца, но в отличие от большинства, подобно Леопольду Моцарту за несколько десятилетий до него, стремился обеспечить Францу долговременную музыкальную карьеру. В сентябре 1819 года мальчик играл в Бадене, чуть позже — в Айзенштадте, а 26 ноября 1820 года выступил с первым большим концертом в Пресбурге. По итогам этого концерта местная газета Pressburger Zeitung опубликовала заметку — это было первое сообщение печати о новом вундеркинде; вот её полный текст: 
В минувшее воскресенье, 26 [ноября], в полдень, девятилетний виртуоз Франц Лист имел честь выступать перед многочисленным обществом местного высокого дворянства, а также нескольких любителей искусства, в доме его высокородия господина графа Михаила Эстерхази. Исключительная законченность этого артиста, а также его быстрое овладевание труднейшими произведениями, выразившееся в том, что он играл с листа всё, что ему было предложено, возбудили всеобщее восхищение и дают право ожидать великолепных успехов в будущем.
После этого выступления Франца группа магнатов решила оказать финансовую помощь обучению виртуоза и создала фонд на шесть лет в ежегодном размере 600 форинтов. Князь Миклош Эстерхази также сменил наконец гнев на милость и предоставил Адаму неоплачиваемый отпуск на один год, присовокупив однако пожертвование в размере 200 форинтов, что было ненамного меньше годового жалования Листа. В результате, продав всё своё имущество, весной 1822 года семья Листов смогла всё-таки покинуть Райдинг и перебраться в Вену.

### В Вене
8 мая 1822 года семья Листов приехала в Вену и поселилась в окраинном районе Мариахильф, поскольку жильё в центре города было слишком дорого для них.
Адам сперва отправился к своему другу Гуммелю с просьбой стать учителем Франца, но тот запросил за уроки столь большую сумму, что она оказалась не по карману семейству Листов. Тогда Адам обратился к ученику Бетховена пианисту Карлу Черни — в 1819 году тот уже слышал игру Франца и был столь поражён его музыкальными способностями, что согласился обучать того игре на фортепьяно, если семья Листов когда-либо переберётся в Вену.
Вторым найденным Адамом учителем для сына стал 72-летний Антонио Сальери, который согласился бесплатно обучить Франца теории музыкальной композиции. Франц должен был ходить на занятия пешком, и из-за отдалённости места проживания Листов занятия с маэстро происходили не ежедневно, а лишь два—три раза в неделю. Сохранилось письмо Сальери, в котором тот призывает князя Эстерхази оказать дополнительное финансовое вспомоществование Листам, но, по всей видимости, положительного ответа не последовало.

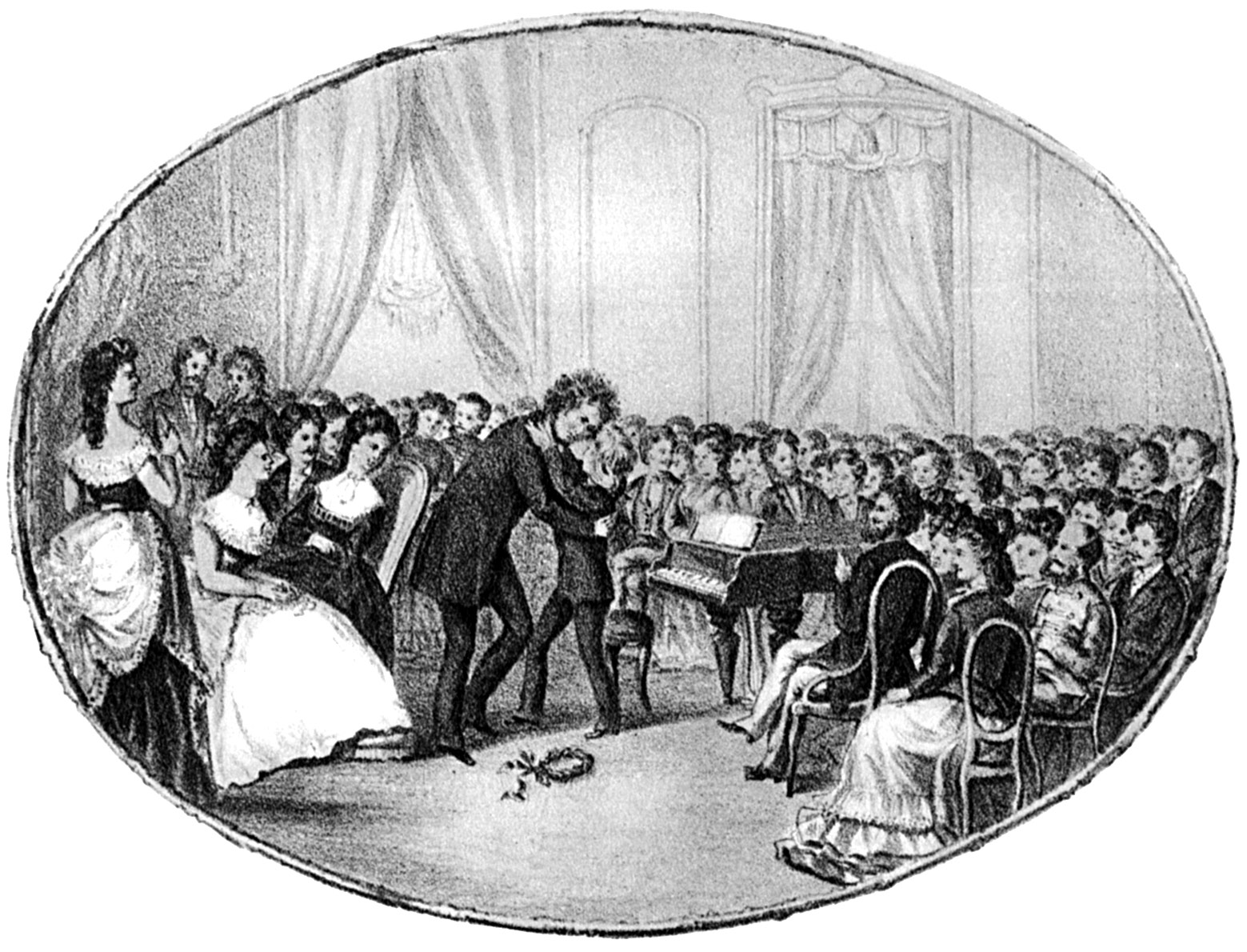
Бетховен обнимает Листа (Анонимная старинная гравюра)

Пока Франц учился, Адам стремился заручиться поддержкой австрийской знати. Он обратился к всесильному канцлеру Клеменсу фон Меттерниху и получил от него рекомендательное письмо. По распоряжению Меттерниха из государственной канцелярии были также разосланы депеши в австрийские посольства в Лондоне и Париже и в консульство в Мюнхене с указанием оказывать поддержку Листам.
Лист-старший также занимался организацией концертов сына в австрийской столице. Самый важный из них состоялся 13 апреля 1823 года — на этом концерте присутствовал сам Бетховен, к чему отец вундеркинда приложил немалое старание. Знаменитому композитору в то время было уже за 50, он почти совсем оглох и, по-видимому, не горел желанием идти на выступление, однако Адаму Листу удалось каким-то образом убедить старика. Франц исполнил концерт си-минор Гуммеля, причём своим исполнением столь поразил Бетховена, что тот, вопреки своему обыкновению, подошёл к Францу и обнял его.
Задача Адама состояла в том, чтобы дать сыну надлежащее музыкальное образование. Он решил, что это будет лучше сделать в знаменитой Парижской консерватории, которой руководил его друг по Айзенштадту Керубини. После 11 месяцев обучения у Черни и Сальери, Адам обратился к князю Эстерхази с просьбой о продлении своего отпуска, но получил отказ — в результате ему пришлось уволиться с места, где он проработал 22 года. Адаму Листу было необходимо изыскать средства для проживании в Париже (который был ещё дороже Вены). Поэтому он, несмотря на протесты со стороны Черни, считавшего, что Францу стоит продолжить обучение, организовал для сына турне по Венгрии. Первый концерт в Пеште состоялся 1 мая 1823 года — успех был столь велик, что вслед за первым выступлением состоялись ещё три.
20 сентября Листы выехали из Пешта в сторону французской столицы. Благодаря письму Меттерниха, во всех крупных городах, через который лежал их путь, Адаму удалось организовать концерты Франца, которые проходили с неизменным успехом: в Мюнхене, Аугсбурге, Штутгарте и Страсбурге.

### В Париже
11 декабря 1823 годы Листы приехали в Париж, население которого в тот момент составляло около 750 000 человек, в то время как в Вене — втрое меньше. Они сняли четыре комнаты в отеле «Англетер», окна двух из которых выходили на улицу, ещё двух — во двор. Проживание оказалось весьма дорогим: стоимость комнат была 120 франков в месяц, дополнительно надо было платить 65 франков за отопление и обслуживание, питание обходилось в 14 франков в день — итого 605 франков в месяц.
На следующий день Адам с Францем отправились к ректору консерватории Луиджи Керубини, с которым Адам был знаком ещё по Айзенштадту. Он полагал, что визит — это простая формальность и, учитывая способности сына, тому не составит труда стать студентом этого престижного заведения. Однако Адам ошибся — как выяснилось, во Франции времён Реставрации было строжайше запрещено обучение в консерватории иностранных студентов. Даже письмо Меттерниха не оказало никакого воздействия. Консерватория, как и другие основанные во время революции учебные заведения — Политехническая и Высшая нормальная школы — считалась рассадником вольнодумства и жёстко контролировалась.

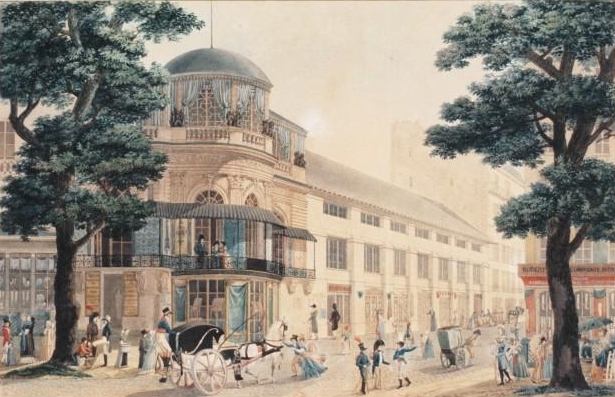
Париж в первой половине XIX века (Франсуа Дебре. Ганноверский павильон на бульваре Итальянцев. Перо, тушь)

Адаму пришлось искать и нанимать для сына частных учителей: ими стали итальянец Фердинандо Паэр, который преподавал инструментовку, и чех Антонин Рейха, ответственный за обучение Франца гармонии и контрапункту. Уроки не носили систематического характера, их правильнее было бы назвать «наставничеством», поскольку два знаменитых музыканта лишь помогали юному коллеге по конкретным вопросам.
Для оплаты проживания семьи и обучения сына у потерявшего работу и покровительство австрийской знати Адама оставался единственный, уже отработанный способ: концерты сына. Франца весьма хорошо приняли парижские высокосветские салоны: он выступал у маркиза де Лористона, герцогини де Берри и даже у наследника престола, будущего короля Луи-Филиппа в Пале-Руаяль. Известно, что с декабря 1823 по март 1824 года Франц выступил 38 раз. При этом для слушателей это было весьма дорогое удовольствие — входной билет стоил 100—150 франков.
После выступления перед французской элитой, 7 марта 1824 года Франц впервые в Париже выступил перед широкой публикой — на сцене знаменитого в то время Итальянского театра. За первым выступлением последовали другие. Адаму удалось за короткое время сделать из имени своего сына нечто вроде «торговой марки» — весь Париж знал его как Le petit Litz. В городе развернулось то, что через несколько десятилетий Генрих Гейне назвал листоманией — чудо-ребёнок почти ежедневно давал концерты, о нём наперебой писали газеты, его портрет был помещён в Лувре, а тысячи литографических копий продавались на улицах.
При этом Адаму удалось добиться ещё одного очень важного педагогического результата: сделать так, чтобы внезапный успех не вскружил 13-летнему сыну голову.

### В турне по Европе
Адам решил закрепить парижский успех гастролями по европейским городам, первым из которых должен был стать Лондон, куда Листы прибыли 1 мая 1824 года. За время пребывания в Париже Адам подружился с Себастьяном Эраром — совладельцем одной из ведущих фирм по производству фортепьяно Érard Frères. Себастьян был не только успешным бизнесменом, но и ценителем музыки — на время пребывания в Париже он предоставил Францу рояль для репетиций. Лондонский офис фирмы Érard Frères также выступил организатором первых лондонских гастролей.
В течение трёх летних месяцев продолжались концерты в Англии, во время которых Франц давал многочисленные выступления как в частных салонах, так и публично. В конце июля он в течение двух часов выступал в Виндзорском замке перед королём Георгом IV. Вместе с успехами сына росли и финансовые запросы Адама — так, за концерт в Манчестере он запросил и получил гонорар в размере 100 фунтов стерлингов (примерно 40 000 фунтов стерлингов по современному курсу).
В начале осени Листы вернулись в Париж. Франц принялся впервые самостоятельно сочинять музыку, в то время как Адам продолжал организовывать для сына выступления в парижских салонах. Всё это время Адам оставался в переписке с первым музыкальным учителем сына Карлом Черни — и благодаря этим письмам известно о раннем периоде жизни Франца Листа.
1825 год ознаменовался многочисленными выступлениями в парижских салонах и при королевском дворе. Весной того же года Адам вторично отправился со своим сыном в Англию — в Лондон и Манчестер. Франц снова выступал перед Георгом IV. На обратном пути в Париж Листы остановились для отдыха в курортном городке Булонь-сюр-Мер на севере Франции. Но и здесь Адам показал свою деловую хватку — он организовал концерт сына перед отдыхающими, что не только полностью окупило расходы, но и принесло 600 франков прибыли.

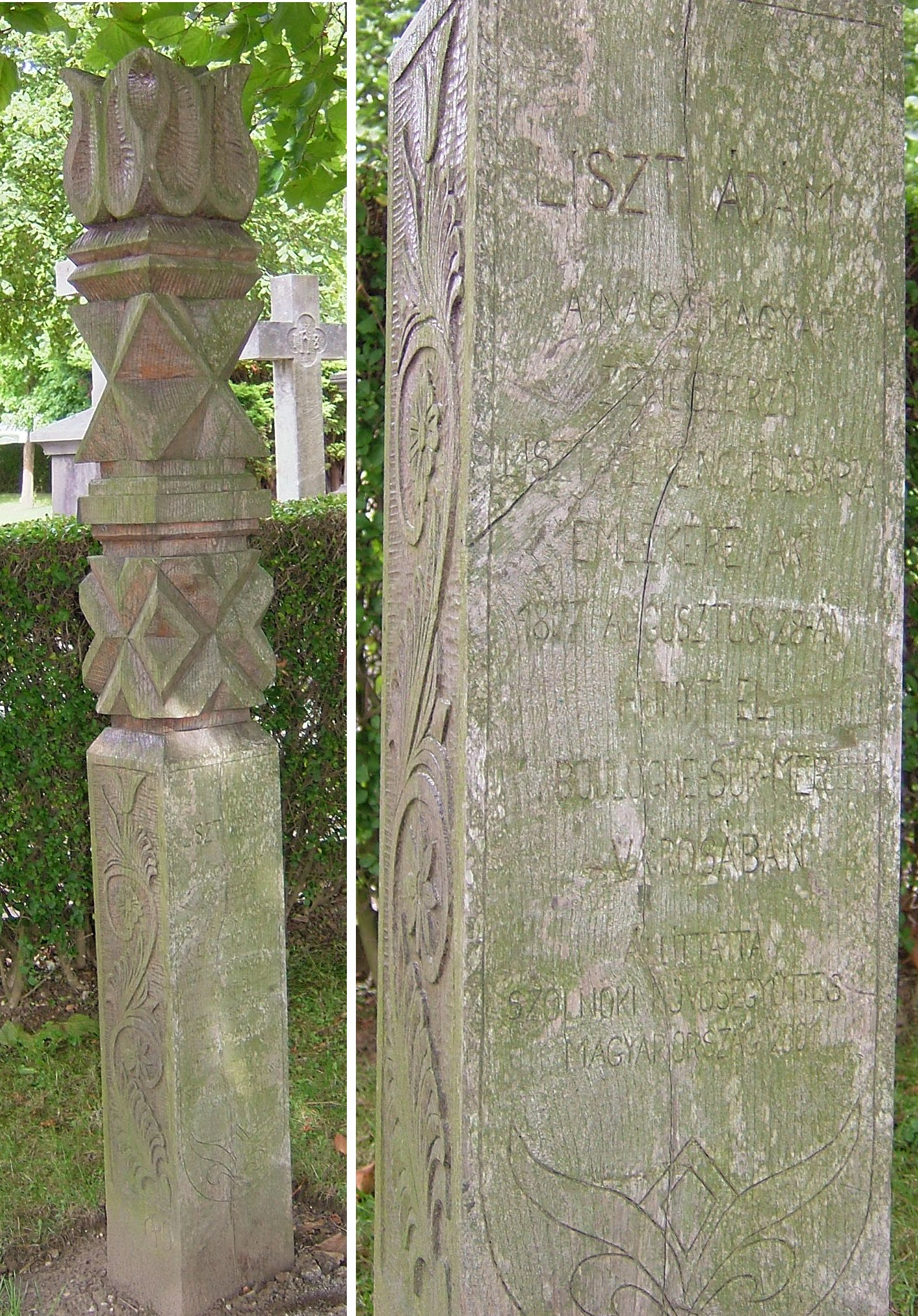
Могила Адама Листа в Булонь-сюр-Мер

В начале 1826 года Адам организовал для сына обширное турне по французской провинции. С января по июнь Листы объехали Бордо, Тулузу, Монпелье, Ним, Марсель, Лион и Дижон — за это время Франц дал 24 концерта. Во втором полугодии последовали несколько выступлений в Швейцарии (в Женеве и Люцерне), а вслед за ними — ещё три в Дижоне.
1827 год также начался с гастролей — в январе Франц дважды играл в Безансоне, после чего состоялось третье турне по Англии, где Листы оставались до конца июня.

### Смерть
В 1820-х годах переезды из города в город осуществлялись на почтовых дилижансах, что было очень утомительно и отнимало много часов, а порой и дней. Так, путь от Парижа до Кале занимал целых 30 часов, а до Бордо — от шестидесяти (через Ангулем) до девяноста шести часов (через Лимож).
Длительные переезды на тряских экипажах подорвали хрупкое здоровье Франца Листа. Чтобы поправить его, Адам с сыном, как и за год до этого, остановились в Булонь-сюр-Мер. Однако во время пребывания на курорте вдруг занемог Адам (по другим данным, именно его болезнь и явилась причиной поездки на курорт). Как бы то ни было, Адам Лист скоропостижно скончался в Булонь-сюр-Мер 28 августа 1827 года и был погребён на местном кладбище.
Францу Листу в момент смерти отца было лишь 15 лет.

## Комментарии
1. ↑  В современных русскоязычных источниках принято преимущественно венгерское написание имени — «Ференц». Однако во всех использовавшихся для написания статьи иноязычных источниках употребляется немецкое имя «Франц», а в русскоязычной книге Мильштейна — в основном просто по фамилии — «Лист». В связи с этим, в данной статье решено использовать немецкий вариант имени.
2. ↑  Сейчас в этих местах сходятся границы Австрии, Венгрии и Словакии, а многие топонимы издревле имеют 2—3 часто весьма непохожих названия: немецкое, венгерское и славянское.
3. ↑  Имеется в виду Михай Эстерхази (1783—1874), брат Миклоша.
4. ↑  «Малыш Лиц» — французам была непривычна сложная в написании венгерская фамилия Liszt.
5. ↑  «Братья Эрар».